# Medusanthera laxiflora
Medusanthera laxiflora là một loài thực vật có hoa trong họ Stemonuraceae. Loài này được (Miers) R.A. Howard mô tả khoa học đầu tiên năm 1940.